# Наводнения в Квинсленде (2010—2011)
Наводнение в Квинсленде — сильнейшее наводнение за последние 50 лет в Австралии было вызвано сильнейшими ливнями на рождественские каникулы в результате прохождения тропического циклона Таша над северо-восточным австралийским штатом Квинсленд, в результате которых уровень воды в местных реках превысил критические значения.
10 января 2011 года наводнение затронуло столицу штата Квинсленд — город Брисбен, бурный поток воды захлестнул долину Локьер на западе Брисбена, смывая на своем пути автомобили с находящимися внутри людьми. 
Глава Квинсленда Анна Блай 17 января создала в штате королевскую комиссию по расследованию стихийного бедствия, которая занялась расследованием того, как велась подготовка и ликвидация наводнения. Комиссию возглавила судья апелляционного суда Кэтрин Холмс.
По состоянию на март 2012 года, жертвами наводнения стали 33 человека, ещё 3 человека числятся пропавшими без вести (предположительно, погибли).